# Anticheiropus
Anticheiropus es un icnogénero correspondiente a pisadas de dinosaurio.